# Cordon bleu

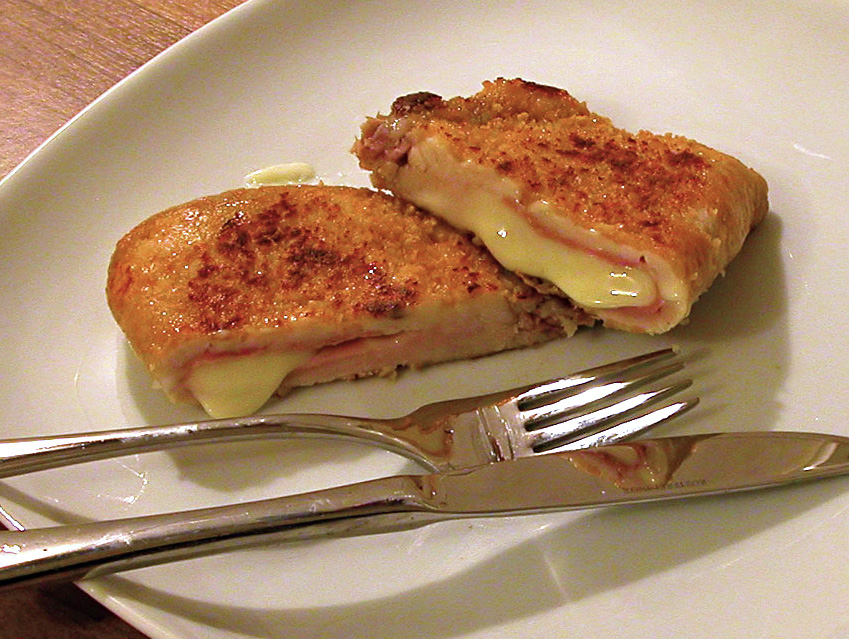
Cordon bleu

Cordon bleu (wym. [kɔʁdɔ̃ˈblø], dosł. niebieski sznur) lub kotlet szwajcarski – panierowane danie mięsne, składające się z sera i szynki owiniętych sznyclem cielęcym. Z czasem w USA pojawiła się też wersja kotleta wykonana z użyciem mięsa kurczaka zamiast cielęciny.
Początki cordon bleu datują się na lata 40. XX w. w Szwajcarii. Pierwsza wzmianka o tej potrawie znajduje się w książce kucharskiej z 1949 roku, a o wersji z mięsem kurczaka jako pierwszy napisano w The New York Times w roku 1967.